# Caldwell (Idaho)
 For alternative betydninger, se Caldwell. (Se også artikler, som begynder med Caldwell)
Caldwell er en amerikansk by og administrativt centrum i det amerikanske county Canyon County, i staten Idaho. I 2007 havde byen et indbyggertal på 34.433.

## Ekstern henvisning
- Caldwells hjemmeside (engelsk)

43°39′30″N 116°40′49″V / 43.65833°N 116.68028°V